# Pseudobrimus latefasciatus
Pseudobrimus latefasciatus là một loài bọ cánh cứng trong họ Cerambycidae.